# Vlught
Vlught (Engels: Flyte) is het tweede boek uit de boekenreeks Septimus Heap, geschreven door Angie Sage. Vlught kwam in maart 2006 uit in het Engels en in mei 2009 in het Nederlands.

## Inhoud
Jenna woont in het Paleis, en Septimus in de Tovenaarstoren. Dan krijgt de Burcht van een zwarte ruiter, Simon Heap, de oudste broer van Septimus. Simon is boos op Septimus omdat die nu Leerling van Marcia is, en niet hij. Simon ontvoert Jenna. Septimus probeert haar nog te redden, wat net niet lukt. De enige die hem gelooft, is Nicko, met wie hij eerst naar de Holderheksen gaat in het Woud. Die sturen hen naar de Haven: daar zullen ze Jenna vinden. 
Jenna is door Simon meegenomen naar het Barre Land, waar ze later kan ontsnappen. Ze vlucht dan met de rat Stanley (die ze nog van vroeger kent) naar de Haven, waar ze Septimus en Nicko vindt. Daar komt Septimus erachter dat de 'steen' die hij al zo lang meesleurt, eigenlijk een drakenei is, en dat de draak uit komt. Wanneer Simon hen achterna zit in de Drakenboot waarmee ze naar de Burcht vliegen, wordt de boot verwond, maar leeft nog. In de Burcht ontfermt Jannit Maarten van de Scheepswerf zich over de draak. 
In de Burcht, komen ze tot een vreselijke ontdekking: Marcia wil iets installeren in haar kamer in de Tovenaarstoren, zonder te weten dat Simon daar stiekem de botten van DomDaniël in heeft gestoken. Ze kunnen nog net verhinderen dat die botten Marcia vermoorden. Van Jannit Maarten krijgt Septimus Simons vroegere Vlughtamulet in handen, waardoor hij kan vliegen. Dan waarschuwt hij Simon nog dat als zijn oudste broer nog één vinger naar Jenna uitsteekt, hij met Simon zal afrekenen. Simon keert terug naar het Barre Land.

## Schrijfwijze, vetgedrukte woorden en woorden met hoofdletters
De boeken van Septimus Heap zijn wat anders dan andere boeken. Alle woorden die met Magiek te maken hebben, zijn vetgedrukt en met een Hoofdletter. Dat is om aan te geven dat het met Magiek te maken heeft. Een tweede punt is dat alle woorden die in verband staan met Magiek, Alchemie en Geneesconst op een andere wijze zijn geschreven. Als voorbeeld nemen we het woord 'Magiek'. Magiek wordt al in het vet en met hoofdletter geschreven. 'Magiek' in gewoon Nederlands is eigenlijk 'magie', en in het Engels 'magic'. Angie Sage heeft zich laten inspireren door de oude Engelse schrijfwijze. 'Magic' schreef men vroeger anders: 'magyck'. De schrijfster heeft zich daar door laten inspireren en 'magyck' naar 'Magyk' laten veranderen. Daardoor is ook in de Nederlandse versie 'Magyk' naar 'Magiek' verandert, in plaats van de normale schrijfwijze.

## Nieuwe personages
- Beetle: klerk in het Manuscriptorium
- Alice Nettles: hoofd van het douanekantoor in de Haven
- Benjamin (Benji) Heap: Gedaantewisselaar, nu een boom in het Woud
- Woudjong (Jongen 409): gedeserteerde uit het Jonge Leger, vriend van Septimus
- Rupert Gringe: Eerste Leerling Botenbouwer
- Jannit Maarten: Botenbouwer
- Brandneus: draak van Septimus
- Milo Banda: echte vader van Jenna
- Cerys: echte moeder van Jenna, vorige Koningin
- Boris Catchpole: vroegere bevelhebben van Septimus en Woudjong bij het Jonge Leger, nu Ondertovenaar

Magiek (2005) · Vlught (2006) · Elixer (2007) · Queeste (2008) · Sirene (2009) · Duyster (2011) · Vuer (2013)

Lijst van personages